# Pałaszowate
Pałaszowate, wstęgowce (Trichiuridae) – rodzina drapieżnych, morskich ryb okoniokształtnych.

## Zasięg występowania
Ocean Spokojny, Atlantyk i Ocean Indyjski

## Cechy charakterystyczne
Ciało silnie wydłużone i bocznie spłaszczone, bez łusek. Płetwa grzbietowa na niemal całej długości ciała. Oczy duże. Otwór gębowy zaopatrzony w ostre zęby.

## Tryb życia
Pałaszowate są aktywne w nocy. Polują na inne ryby w wodach przypowierzchniowych. Gatunki z rodzaju Aphanopus i Benthodesmus są rybami głębokowodnymi.

## Klasyfikacja
Rodzaje zaliczane do tej rodziny są zgrupowane w podrodzinach Aphanopodinae, Lepidopinae, Trichiurinae:
Aphanopus — Assurger — Benthodesmus — Demissolinea — Eupleurogrammus — Evoxymetopon — Lepidopus — Lepturacanthus — Tentoriceps — Trichiurus